# Sheriff Suma
Sheriff Awilo Suma, född 12 oktober, 1986 i Freetown, är en före detta fotbollsspelare från Sierra Leone.
Suma växte upp i inbördeskrigets Sierra Leone och flydde tillsammans med familjen till Gambia 1998. Där kom han i kontakt med landets mest kände fotbollsspelare Mohamed Kallon som övertalade Suma att återvända till Freetown och spela för FC Kallon. I samband med U17-VM i Finland 2003 var Suma nära att hoppa av och söka asyl men åkte tillbaka till Sierra Leone. Året efter bjöd Åtvidaberg in honom på två veckors provträning som sedan ledde till kontrakt. Under de två åren i Åtvidaberg spelade Suma 49 ligamatcher och gjorde sju mål.